# Temokapril
Temokapril tillhör läkemedelskategorin ACE-hämmare. Läkemedlet används främst för att behandla högt blodtryck, hjärtsvikt, diabetisk nefropati samt för att förbättra prognosen för patienter med kranskärlssjukdomar såsom akut hjärtinfarkt. Jämfört med andra ACE-hämmare är temokapril snabbverkande, och forskning visar även att det i högre grad binder an till vaskulär ACE än enalapril. Temokapril bör inte tas tillsammans med andra läkemedel mot högt blodtryck som exempelvis diuretika, adrenergiska betablockerare, adrenergiska alfablockerare eller kalciumantagonister.